# أكرم دومانلى
أكرم دومانلى (بالتركية: Ekrem Dumanlı)‏أكرم دومانلى صحفي تركي ،ولد عام 1964م بيوزغات.وهو رئيس تحرير جريدة زمان منذ عام 2001م.

## حياته
أتم دراسة المرحلة الثانية من الثانوية العامة في يوزغات، ثم انتقل إلى مدرسة ثانوية بأنقرة ليكمل تعليمه. وفي عام 1987م تخرج من جامعة إستانبول من قسم اللغة التركية والأدب التركي. وبعد فترة من إعطاء دروس في الأدب عمل مراسلاً في دائرة الثقافة والفن وذلك في عام 1993م. وبعد ذلك عمل محرراً لدائرة الثقافة والفن ثم منسقاً للمطبوعات. وفي عام 1997م، سافر للولايات المتحدة الأمريكية ليدرس مجال الإعلام.
وعقب إتمامه لدراسة الماجيستير بكلية إميرسون ببوسطن. عاد في أغسطس عام 2001م إلى تركيا ، فتم تعيينه رئيساً للتحرير لجريدة زمان. ولقد عرض ممثلي مسرح إستانبول العالمي مسرحية دومانلى المسماة المحاكمة الأخيرة.
ولقد كان دومانلى مساعد الرئيس الأسبق برابطة الإعلام وعضواً في الجمعية العالمية للصحف. ولقد قام بتقديم محاضرة في جامعة فاتح. تم احتجازه في العملية المسماة بعملية 14ديسمبر، ولكن تم إطلاق صراحه بشرط عدم مغادرة البلاد.

## انقلاب12سبتمبر
ولقد تم اعتقال دومانلى بسبب تثقيف النشطاء عن المثالية، وحكم عليه بسنة في السجن؛ نظراً لإتمامه 16 سنة قبل يوم 12 سبتمبر. وبعد محاكمته تم إطلاق سراحه وتبرئته. وبعد تبرئته خشي من أن يتم اعتقاله مرة أخرى في يوزغات فانتقل إلى أنقرة. وهناك التحق بالمدرسة الثانوية. وقال دومانلى في التقرير الذي قدمته عائشة أرمان في عام 2006م أنه لم يشارك في أي عمل مسلح. وقال في الكتب التي قرأها لأصدقائه أنه تعرض للتعذيب أثناء اعتقاله.

## حياته الشخصية
أكرم دومانلى متزوج ولديه أربعة أطفال.

## كتبه
- وسائل الإعلام.
- دليل الأخبار _ دليل الصحفي.
- المحاكمة الأخيرة.
- حكايات اللحظة.
- مهما يكن!
- العلماء والطغاة.
- حكايات من الكتب الضائعة.
- الشركة.
- زمن الكلام.
- أمريكا أثناء 28 فبراير.
- الثلاثة قضايا: الطاقة ووسائل الإعلام وإرغينكون.
- حلول عملية للجدول الزمني.